# Premi Joanot Martorell de narrativa
|  | No s'ha de confondre amb Premi Sant Jordi de novel·la. |

El Joanot Martorell de narrativa és un premi creat el 1979 que atorga la ciutat de Gandia (País Valencià) en el marc del Premis Literaris Ciutat de Gandia que també inclouen el Premi Ausiàs March de poesia. La data de proclamació és generalment a l'octubre. L'obra dels premiats és editada per Edicions 62.

## Llista de les obres premiades (amb els seus autors)
- 2024: Les Ànimes fidels, Helena Rufat i Casals[2]
- 2023: El silenci dels astronautes, Laia Fàbregas
- 2022: Un afer europeu, de Jordi Sebastià
- 2021: El carrer de baix, de Vicent Flor
- 2020: El que em queda de tu, de Pepa Aguar
- 2019: El tango de Dien Bien Phu, de David Castillo
- 2018: Veus, la mar, de Víctor Labrado
- 2017: Aglutinació, de Joan Jordi Miralles
- 2016: Il·lusions elementals, de Ponç Puigdevall
- 2015: Cadenes, de Lucia Pietrelli
- 2014: premi desert
- 2013: Germans del sud, d'Hèctor Bofill
- 2012: premi desert
- 2011: Vides desafinades, de Xavier Aliaga
- 2010: Amor meva, d'Isabel-Clara Simó
- 2009: Francesc de Borja, el duc sant, de Josep Piera
- 2008: Silenci de plom, de Salvador Company
- 2007: La balena blanca, de Joan Garí
- 2006: Un home vulgar, de Miquel de Palol i Muntanyola
- 2005: Les llunes de Russafa, d'Adolf Beltran
- 2004: Cara d'àngel, de Jordi Coca
- 2003: El forat de la bimbolla, d'Esperança Camps
- 2002: Tota d'un glop, de Pasqual Alapont
- 2001: Nom de Déu, de Gaspar Ferrer
- 2000: L'últim tren, de Vicent Borràs
- 1999: Cor de pedres, de Glòria Llobet Brandt
- 1998: La compassió del dimoni, de Jordi Mata i Viadiu
- 1997: Fado o l'ordre de les coses, de Xulio Ricardo Trigo[3]
- 1996: Diumenges a can Cirera, de Francesc Joan Bodí Beneyto[4]
- 1995: Jocs de corrupció, de Francesc Puigpelat i Valls
- 1994: Plaça Rodona, de Ferran Cremades
- 1993: Les hores bruixes, de Teresa Aguilar
- 1992: El perseguidor d'ombres, de Tomàs Belaire
- 1991: Les veus de la família, d'Ignasi Mora
- 1990: Mentre parlem, d'Enric Sòria
- 1989: premi desert
- 1988: A la vora del pou, de Josep Mª Sala-Valldaura
- 1987: Escenaris de la memòria, de Josep Mª Castellet
- 1986: Paisatges de sorra, de Miquel López Crespí
- 1985: Siamangorina, d'Encarna Sant-Celoni i Verger
- 1984: La ciàtica de Mossén Blai i altres rondalles picantetes, de Pere Morey
- 1983: El prim príncep Hussein i altres narracions, de Vicent Escrivà
- 1982: Estampes imprescindibles dels anys quaranta, de Vicent Ramón i Calatayud
- 1981: no hi hagué convocatòria
- 1980: no hi hagué convocatòria
- 1979: Oh!, de Joan M. Monjo